# The New Twilight Zone—aflevering 3
De derde aflevering van de serie The New Twilight Zone bestaat uit drie subafleveringen: Healer, Children’s Zoo en Kentucky Rye.

## Healer
Healer is de eerste subaflevering. Het scenario werd geschreven door Michael Bryant, een pseudoniem voor Alan Brennert.

### Plot
Jackie Thompson breekt in bij een museum en steelt een zeldzame steen. Hij laat hierbij per ongeluk het alarm afgaan, en de toegesnelde bewaker schiet hem neer. De steen geneest Jackie echter direct, en Jackie ontsnapt.
De volgende dag gebruikt Jackie de steen om zijn buurman, Harry, te redden van een hartaanval. Hij besluit deze nieuwe gave in zijn voordeel te gebruiken. Hij begint een eigen tv-programma waarin hij onder de naam “Broeder John” mensen geneest. Harry doet met hem mee als Jackie’s zakenman. Een Indiaan genaamd Duende ziet Jackie, en vertelt hem dat de steen aan zijn volk toebehoort. Ze hadden hem uitgeleend aan het museum. Hij waarschuwt Jackie dat hij zich op het verkeerde pad waagt als hij de steen niet teruggeeft.
Dan duikt Joseph Buello op, een drugsbaron uit Jackie’s verleden. Hij wil genezen worden van zijn terminale kanker. Jackie wijst Joseph erop hoe hij Jackie heeft mishandeld vroeger, en vraagt 2 miljoen dollar om hem te genezen. Rubello stemt toe, maar wanneer Jackie hem wil genezen blijkt de steen niet langer te werken. Verbaasd probeert Jackie de steen op een dove jongen die in de rij stond te wachten, maar ook bij hem werkt de steen niet. Dan keren Jackie’s schotwonden die hij in het museum had opgelopen weer terug. De zwaargewonde Jackie wordt benaderd door Duende, die hem vertelt dat de steen zijn macht verliest als iemand hem voor eigen gewin wil gebruiken.
Harry weigert de gewonde Jackie te helpen, en gaat er met hun geld vandoor. Jackie geeft de steen aan de dove jongen, die Jackie ermee geneest. Jackie geneest vervolgens de jongen van zijn doofheid, en geeft de steen terug aan Duende.

### Rolverdeling
- Eric Bogosian : Jackie Thompson
- Vincent Gardenia : Harry
- Joaquin Martinez : Duende
- Robert Costanzo : Joseph Rubello

## Children’s Zoo
Children's Zoo is de eerste subaflevering. Het scenario werd geschreven door Chris Hubbell en Gerrit Graham. Het filmpje duurt 8 minuten.

### Plot
De aflevering draait om Debbie, een jong meisje dat door haar ouders zwaar wordt verwaarloosd. Haar ouders vechten voortdurend, haar moeder schreeuwt alleen, en haar vader is te lui om tijd met haar door te brengen.
Op een dag ontvangen zij en haar ouders een vreemde uitnodiging voor bezoek aan een soort “kinderdierentuin”. Haar ouders stemmen met tegenzin toe om de dierentuin te bezoeken. Ze worden verwelkomd door Melanie, die Debby vraagt of ze de regels kent. Ze begeleidt Debby naar de ingang, terwijl de ouders naar een soort wachtkamer worden gebracht.
Dan blijkt dat de dierentuin geen gewone dierentuin is, maar een plaats waar kinderen nieuwe ouders kunnen uitzoeken. Debby gaat verschillende kooien bij langs, en laat elk van de potentiële nieuwe ouders even met haar praten. Het eerste koppel smeekt haar om hen te kiezen, het tweede is uitermate agressief en het derde koppel probeert haar te verleiden met valse beloftes. Het vierde koppel daarentegen vertelt Debby dat hun zoon hen hier heeft gebracht, en dat ze zich schamen voor hun slechte gedrag. Ze beloven haar hun best te doen goede ouders te zijn. Overtuigd van hun spijt kiest Debby de twee uit. Melanie vertelt haar dat ze de juiste keuze heeft gemaakt. Terwijl Debbie en haar nieuwe ouders de dierentuin uitlopen, ziet men Debbie’s originele ouders nu zelf in een kooi zitten.

### Rolverdeling
- Jaclyn Bernstein : Debbie Cunningham
- Lorna Luft : Sheila Cunningham
- Steven Keats : Martin Cunningham
- Sydney Walsh : Melody
- Wes Craven : gekooide man

### Trivia
- Wes Craven, die in deze aflevering een bijrol heeft, regisseerde verschillende afleveringen van de serie.

## Kentucky Rye
Kentucky Rye is de eerste subaflevering. Het scenario werd geschreven door Delree Todd, Chip Duncan en Richard Krzemien.

### Plot
Bob Spindler viert in een bar met een paar collega’s de goede afloop van een grote deal. Hij drinkt eigenlijk te veel alcohol, maar besluit toch naar huis te rijden. Uit reacties van zijn collega’s en zijn vrouw is te merken dat hij dit wel vaker doet. Spindler vertelt zijn baas dat hij een taxi zal nemen, maar gaat toch stiekem met zijn eigen auto. Op de terugweg belandt hij in een verkeerde straat, en rijdt recht op een andere auto af. De twee moeten allebei uitwijken, en Bob botst hierbij tegen een paar bomen. Wanneer hij bijkomt, bevindt hij zich buiten een oude bar genaamd Kentucky Rye. Gewond aan zijn hoofd gaat hij de bar in.
De bar is gevuld met gelach, vrolijke mensen en wonderbaarlijke drankjes. Bob ontdekt tot zijn verbazing dat zijn hoofdwond is genezen bij het binnengaan van de bar. Hij besluit het ervan te nemen nu hij toch hier is. Zo trakteert hij iedereen op een drankje. Dan ziet hij een somber uitziende man en vrouw in de bar, maar schenkt niet veel aandacht aan hen.
Dan doet de barman Bob een aanbod: hij kan de bar kopen voor 1600 dollar, maar het aanbod geldt alleen deze nacht. Bob twijfelt, maar nadat de sombere man hem de 100 dollar geeft die hij tekortkomt stemt hij toe. Meteen wordt de hele bar doodstil. Bob probeert de stemming weer op te vrolijken, maar de stilte blijft en Bob valt flauw.
Wanneer hij weer bij komt is hij nog steeds in de bar, maar de vrolijke sfeer is ver te zoeken. De bar is nu leeg, donker en stil. Door de glazen deur ziet hij wat er werkelijk is gebeurd. De sombere man was de chauffeur van de andere auto die door Bob van de weg werd geduwd. De man heeft net als Bob het ongeluk niet overleefd. Bob wil de bar verlaten, maar de deur zit op slot. Wanneer hij iemand hoort lachen, draait hij zich om. Vanuit de spiegel spreekt de barman hem spottend toe dat de bar nu van Bob is, en dat hij hier zal moeten blijven. Bob heeft nu enkel nog de stilte en de lege bierglazen om hem gezelschap te houden tijdens zijn eeuwig durende verblijf in de hel.

### Rolverdeling
- Jeffrey DeMunn : Bob Spindler
- Michael Greene : Irving
- Philip Bruns : oude man
- Arliss Howard : vreemdeling
- Clarence Felder : Randy
- Scott Jaeck : Pete
- John DeMita : George
- Brad Burlingame : Larry
- Rosemarie Thomas : Nancy
- Gloria Rusch : Laura
- Lisa Long : Debbie
- John Davey : agent nr. 1
- Tim Russ : agent nr. 2